# Jokne’am
Jokne’am (hebr. יקנעם; arab. یقنعم; ang. Yokneam lub także Yokneam Illit) – miasto położone w Dystrykcie Północnym w Izraelu.
Jest to nowoczesne miasto, które ze względu na bliskość Technionu w Hajfie, rozwija się jako centrum przedsiębiorstw nowych technologii. W jego otoczeniu znajdują się zalesione stoki masywu Góry Karmel oraz wzgórza Wyżyny Menassesa, która od 2011 roku jest uznana przez UNESCO za rezerwat biosfery. Wszystkie te czynniki wpływają na atrakcyjność miasta Jokne’am, które łączy bogatą historię z nowoczesną współczesnością.

## Położenie

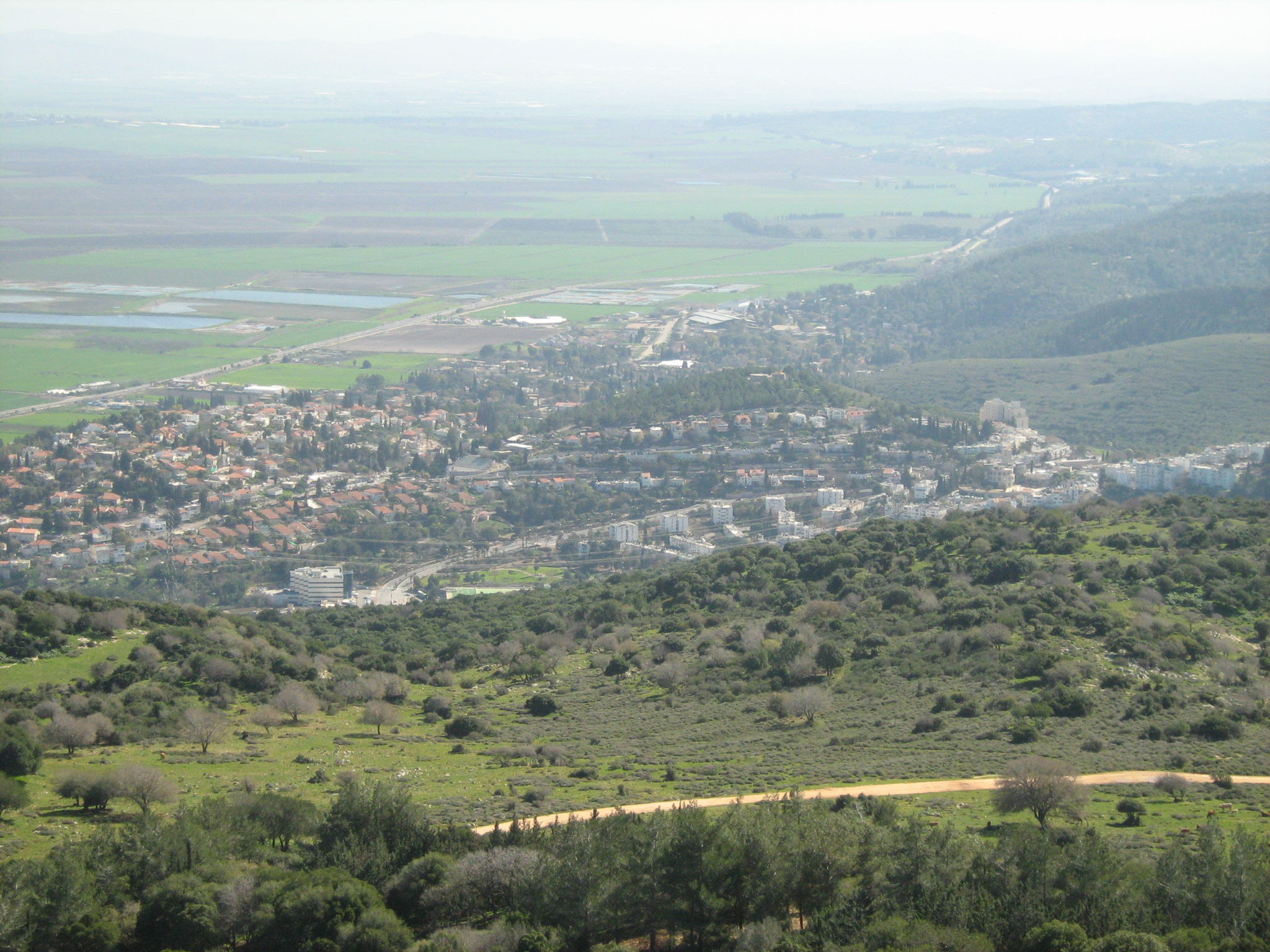
Widok na Jokne’am od strony Góry Karmel. W tle widoczna Dolina Jezreel

Miasto Jokne’am jest położone na wysokości od 60 do 217 metrów n.p.m. u wylotu Wadi Milk w północno-wschodniej części Wyżyny Manassesa, na północy Izraela. W samym Wadi Milk znajdują się strefy przemysłowe. Przez wadi spływa strumień Jokne’am do Doliny Jezreel, w której zasila rzekę Kiszon. Bezpośrednio u wylotu wadi wznosi się wzgórze Tel Jokne’am (121 metrów n.p.m.). Po północnej stronie wadi wznoszą się zalesione wzgórz masywu Góry Karmel (dochodzą w tym rejonie do wysokości 474 metrów n.p.m.), z których spływa strumień Rakefet. Wszystkie osiedla mieszkaniowe są położone na północnych stokach wzgórz górujących od południa nad Wadi Milk (osiągają wysokość 193 i 217 metrów n.p.m.). Przez obszar miasta przepływają strumienie Keret, Sanin i ha-Sznajim. Wzgórza położone na północ i południowy wschód od miasta porośnięte są dużymi kompleksami leśnymi.
W otoczeniu miasta znajdują się miejscowości Dalijat al-Karmil, Isfija i Kirjat Tiwon, kibuc Ha-Zore’a, moszawy Sede Ja’akow, En ha-Emek i Eljakim, moszawa Jokne’am,oraz wieś edukacyjna Oranim. Osady wiejskie należą do Samorządu Regionu Megiddo, Samorządu Regionu Emek Jizre’el i Samorządu Regionu Zewulun.
Jokne’am jest położone w Poddystrykcie Jezreel, w Dystrykcie Północnym Izraela.

## Historia

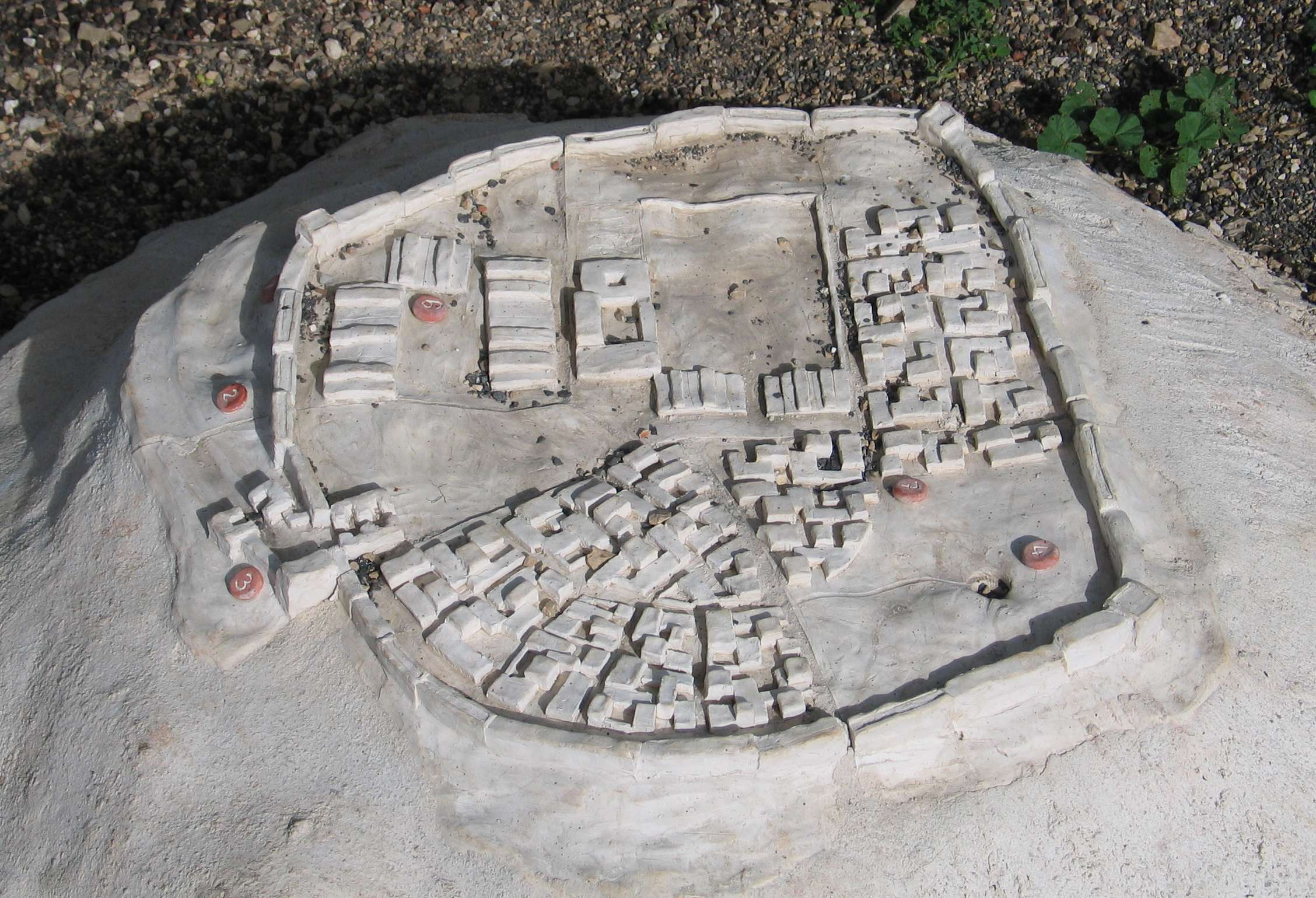
Model starożytnego miasta Jokne’am

Historia miasta jest związana ze starożytnym miastem Jokne’am. Było ono położone na strategicznym wzgórzu Tel Jokne’am, u wylotu Wadi Milk do Doliny Jezreel. Krzyżowały się tutaj szlaki handlowe prowadzące z równiny przybrzeżnej przez Wyżynę Manassesa do Galilei, i z rejonu Zatoki Hajfy przez Dolinę Zewuluna do Doliny Jordanu. Badania archeologiczne odkryły pozostałości osadnictwa ludzkiego sięgające wczesnej epoki brązu (lata 3500-2000 p.n.e.). Jednak pierwsza historyczna wzmianka o mieście (pod nazwą Anknam) pochodzi z XV wieku p.n.e. Znalazło się ono na liście 119 miast podbitych około 1458 roku p.n.e. przez egipskiego faraona Totmesa III po zwycięskiej dla niego bitwie pod Megiddo. Później Jokne’am jest wymieniane w Biblii jako miasto podbite przez Żydów prawdopodobnie w drugiej połowie XIII wieku p.n.e.. Następnie było to miasto lewickie położone na ziemiach żydowskiego pokolenia Zabulona. Miasto zostało zniszczone podczas wojny syro-efraimskiej w 732 roku p.n.e. Na przełomie VIII i VII wieku p.n.e. miasto zostało odbudowane, jednak nie odzyskało już swojej wielkości. Wszystko wskazuje na to, że istniało ono jako niewielka osada w okresie hellenistycznym (332 p.n.e. – 63 p.n.e.) i okresie rzymskim (63 p.n.e. do 395 n.e.). Rzymianie zmienili nazwę osady na Cimona. Z okresu panowania Bizancjum (lata 395-637) zachowały się pozostałości nielicznych budowli. Gdy w 637 roku Palestyna przeszła pod panowanie arabskie istniała tutaj już tylko niewielka wieś Kira. W okresie panowania krzyżowców była nazywana Kain Mons. Wynikało to z legendy, według której w miejscu tym Kain zamordował Abla. Z tego okresu zachowały się pozostałości chrześcijańskiego kościoła. W XVIII wieku na tutejszym wzgórzu Tell Jokneam beduiński szejk Dhaher al-Omar wybudował twierdzę, której pozostałości są widoczne do dzisiaj. Później istniała tutaj niewielka arabska wieś Kira.

Obóz imigrantów ma'abarot Jokne’am, 26 kwietnia 1952 r.

Pod koniec I wojny światowej w 1918 roku cała Palestyna przeszła pod panowanie Brytyjczyków, którzy w 1922 roku formalnie utworzyli Brytyjski Mandat Palestyny. W następnych latach organizacje syjonistyczne rozpoczęły intensywną akcję osadnictwa żydowskiego w Dolinie Jezreel. W 1935 roku w sąsiedztwie arabskiej wioski Kira powstała żydowska moszawa Jokne’am. Rozwijające się osadnictwo żydowskie było jednym z czynników pobudzających konflikt izraelsko-arabski. W poszukiwaniu skutecznego rozwiązania, w dniu 29 listopada 1947 roku została przyjęta Rezolucja Zgromadzenia Ogólnego ONZ nr 181. Zakładała ona między innymi, że tutejsza arabska wieś Kira i moszawa Jokne’am miały znaleźć się w granicach nowo utworzonego państwa żydowskiego. Arabowie odrzucili tę rezolucję i dzień później doprowadzili do wybuchu wojny domowej w Mandacie Palestyny. W trakcie walk, w dniu 1 marca 1948 roku żydowskie oddziały Hagany wysiedliły i zniszczyły wieś Kira. Izraelskie działania podjęte podczas I wojny izraelsko-arabskiej (1948-1949) w pełni zabezpieczyły Dolinę Jezreel i Wyżynę Manassesa, stwarzając warunki do dalszego rozwoju tutejszych osiedli.
W 1950 roku w sąsiedztwie moszawy Jokne’am utworzono prowizoryczny obóz dla nowych imigrantów (ma'abarot). Początkowo w obozie zamieszkało 250 rodzin, obóz jednak bardzo szybko się rozrastał i w 1952 roku osiągnął wielkość 400 rodzin. Po kilku kolejnych miesiącach podjęto decyzję o utworzeniu w Wadi Milk nowej miejscowości, która według wstępnych planów miała pomieścić około 15 tys. mieszkańców. Przystąpiono wówczas do budowy pierwszych domów i pod koniec 1951 roku zamieszkało w nich pierwszych 285 rodzin. W 1964 roku rozpoczęto budowę nowego osiedla mieszkaniowego położonego wysoko wśród wzgórz. Dwa lata później mieszkańcy moszawy Jokne’am i nowej osady Górne Jokne’am (Jokne’am Illit) zwrócili się do władz państwowych z prośbą o rozdzielenie ich osiedli. Prośba ta została przychylnie rozpatrzona, a następnie w 1967 roku Jokne’am otrzymało status samorządu lokalnego. Nowo powstała miejscowość rozwijała się niezależnie od sąsiedniej moszawy i zwyczajowo była nazywana Górnym Jokne’am. Jednak wszystkie oficjalne nazwy i dokumenty urzędowe podają nazwę Jokne’am. W latach 70. XX wieku w miejscowości osiedliła się duża grupa imigrantów żydowskich z ZSRR, dając kolejny impuls do dalszego rozwoju miejscowości. We wrześniu 1980 roku w miejscowości doszło do katastrofy lotniczej. Rozbił się tutaj izraelski samolot wojskowy A-4 Skyhawk. W katastrofie zginęła jedna mieszkanka miejscowości, pilot ocalał. W latach 90. XX wieku do miejscowości przybyła kolejna fala imigrantów, pochodzących z krajów byłego ZSRR i Etiopii. W kolejnych latach podjęto duże inwestycje, tworząc strefy przemysłowe i nowe miejsca pracy. W dniu 18 grudnia 2006 roku miejscowość otrzymała prawa miejskie.

## Demografia
Według danych Izraelskiego Centrum Danych Statystycznych w 2011 roku w mieście Jokne’am żyło ponad 19,5 tys. mieszkańców, z czego 92,9% Żydzi (reszta to inne narodowości). Jest to niewielkie miasteczko, którego populacja charakteryzuje się niewielkim stałym wzrostem liczebności. Wskaźnik wzrostu populacji wyniósł w 2011 roku 0,6%. Według danych z 2011 roku, przyrost naturalny w porównaniu do poprzedniego roku wyniósł 0,6%. W roku tym urodziło się 351 dzieci, a zmarły 74 osoby (odnotowano 2 zgony niemowląt). Według danych za 2010 rok liczba zatrudnionych pracowników wynosiła 9149, a liczba osób pracujących na własny rachunek wynosiła 466. Średnie miesięczne wynagrodzenie w 2010 roku wynosiło 8790 ILS (średnia krajowa 7522 ILS). Zasiłki dla bezrobotnych pobierało 206 osób, w tym 96 mężczyzn (średni wiek: 42. lata). Świadczenia emerytalne oraz renty pobierało 1531 osób, a zapomogi społeczne 533 osoby.
| Wiek (w latach) | Procent populacji w % |
| --------------- | --------------------- |
| 0 – 4           | 9,6                   |
| 5 – 9           | 10,0                  |
| 10 – 14         | 9,6                   |
| 15 – 19         | 7,1                   |
| 20 – 29         | 11,2                  |
| 30 – 44         | 24,4                  |
| 45 – 59         | 16,3                  |
| 60 – 64         | 4,0                   |
| 65 –            | 7,8                   |

Źródło danych: Central Bureau of Statistics.

## Symbole

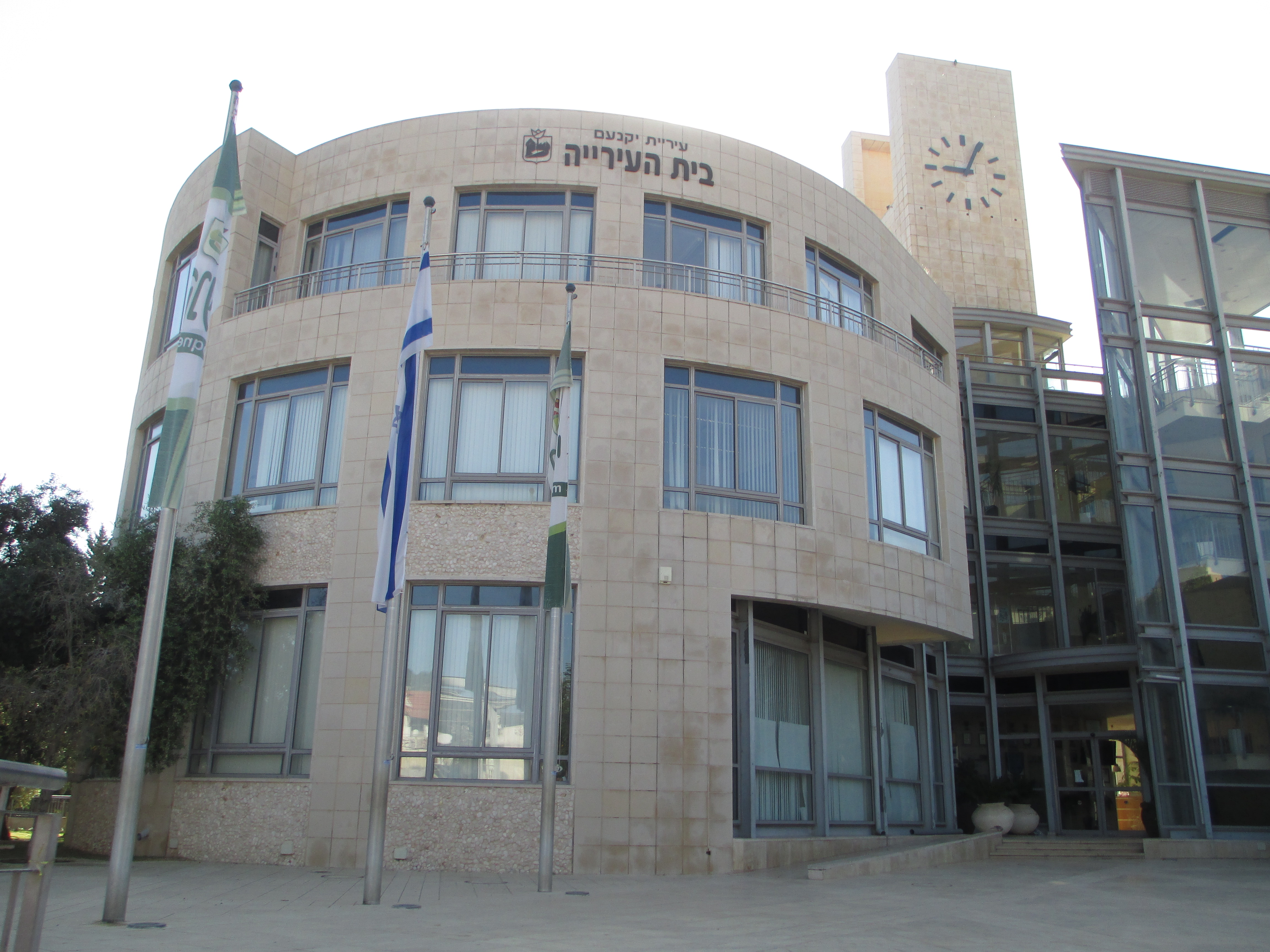
Urząd miejski Jokne’am

Herb Jokne’am został przyjęty w 1961 roku. Przedstawia góry będące w otoczeniu miasta. Do starożytnej historii nawiązuje wizerunek wieży, natomiast współczesność reprezentuje poprowadzony na dole kabel światłowodowy. Dodatkowo na oficjalnym herbie widnieje charakterystyczny dla tej okolicy kwiat cyklamen oraz nazwa miasta w języku hebrajskim i angielskim.

## Polityka
Burmistrzem miasta jest Simon Alfasi. Ratusz miejski znajduje się przy ulicy ha-Ce’elim w centralnej części miasta. Tuż obok jest położony sąd miejski.

### Współpraca międzynarodowa
Miasto ma zawarte umowy partnerskie z następującymi miastami:
| - San Pedro de Atacama, Chile - Mianyang, Chiny - Požega Chorwacja | - Montauban, Francja - La Garenne-Colombes, Francja - Wiehl, Niemcy | - Atlanta, Stany Zjednoczone - Saint Louis, Stany Zjednoczone - Lugo, Włochy |

## Gospodarka

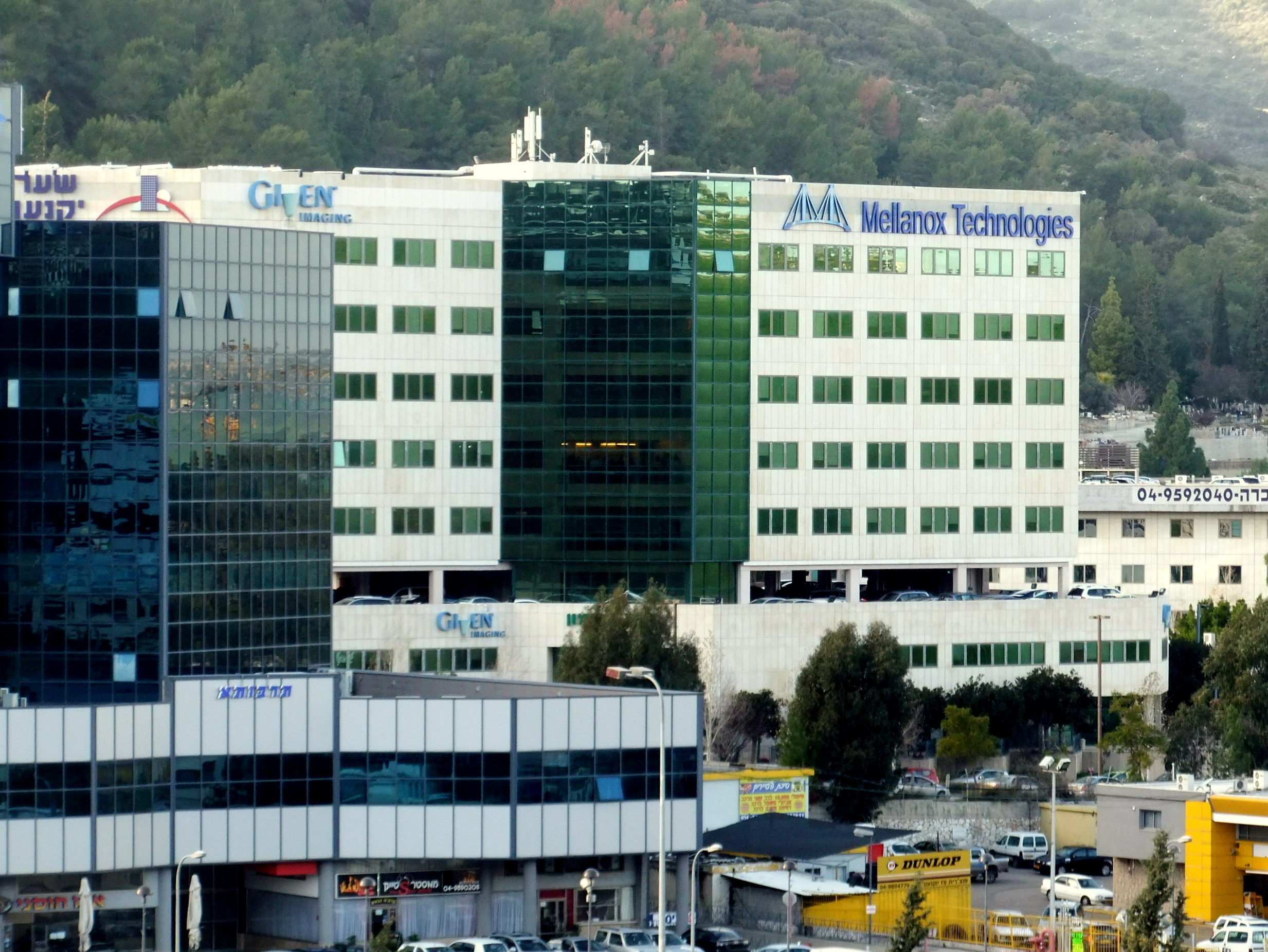
Główna kwatera Given Imaging i Mellanox Technologies w Jokne’am

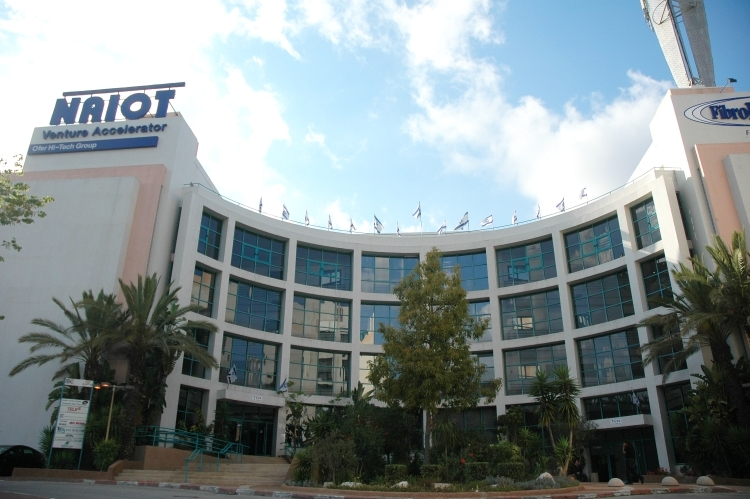
Główna kwatera Naiot Venture Accelerator w Jokne’am

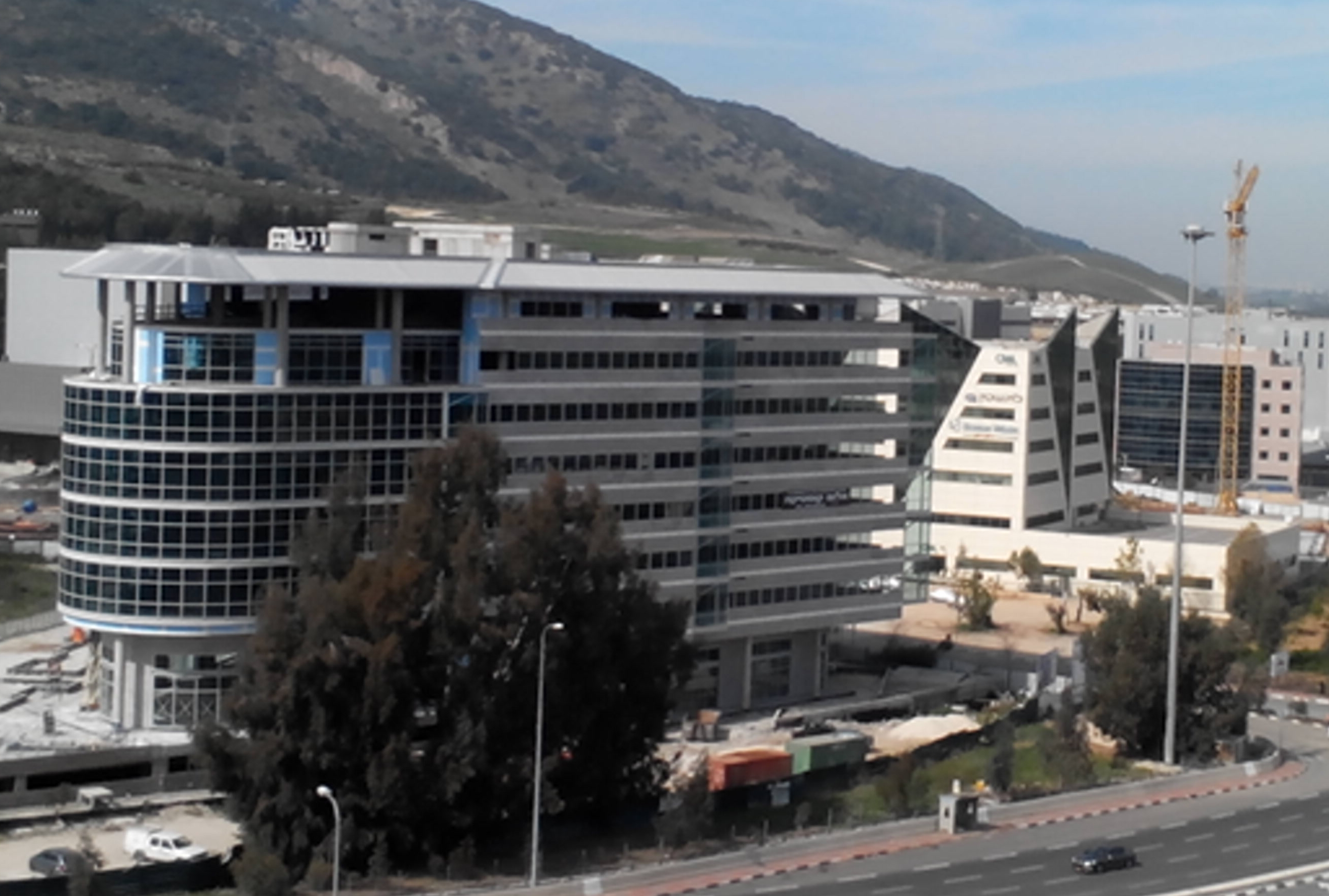
Strefa przemysłowa w Jokne’am

Miasto rozwinęło się jako duże centrum biznesowe położone w pobliżu Instytutu Technologii Technion we wschodniej Hajfie. Zostało ono objęte rządowym planem rozwoju inwestycji, w ramach którego otworzono tutaj „Narodowy Obszar Priorytetowy”. Dzięki temu nowo powstające w mieście przedsiębiorstwa mogą korzystać z licznych ulg podatkowych i dotacji inwestycyjnych. Ponadto firmy rozwijające swoją działalność mogą ubiegać się u lokalnych władz miejskich o zwolnienia podatkowe na okres trzech lat. Dzięki temu miasto jest ważnym ośrodkiem przemysłowym zaawansowanych technologii. Z jednego zakładu Marvell Semiconductor w Jokne’am pochodzi 10% eksportu izraelskiego high-tech.

### Przemysł
Tutejszy Park Przemysłu i Nauki Jokne’am (ang. Yokneam Industry & Science Park) dzieli się na trzy części: północną, centralną i południową. Nie wszystkie z istniejących tutaj spółek odniosły sukces. Niektóre są przejmowane przez międzynarodowe koncerny, a następnie przechodzą różne przekształcenia. Na przykład, w 2005 roku spółka Intel przejęła izraelską firmę Oplus Technologies w Jokne’am. Od tego momentu w tutejszej strefie przemysłowej działał zakład Intel Aoflas Yokneam, który był ważnym centrum rozwoju technologii high-tech, specjalizującym się w procesorach i wyświetlaczach. W 2008 roku zakład został jednak zamknięty, a jego pracownicy przeniesieni do innych ośrodków Intela w kraju.
- W części północnej strefy przemysłowej mieści się głównie zakład zbrojeniowy Soltam Systems. Firma rozwija i produkuje zaawansowane systemy artyleryjskie, amunicję dla artylerii i moździerzy. Wśród głównych klientów spółki są Siły Obronne Izraela, United States Army i armie członkowskie NATO[11].
- W części centralnej mieszczą się liczne spółki technologii medycznych. Firma Pneumedicare projektuje i rozwija nowatorskie urządzenia dla pacjentów wymagających ciągłego, nieinwazyjnego monitorowania czynności oddechowych[12]. Medigal Imports Ltd. dostarcza specjalistyczny sprzęt medyczny w obszarach przechowywania krwi, transfuzji krwi, bioterapii, medycyny komórek macierzystych, dializ, diagnostyki itp.[13] Latem 1997 roku powstała tutaj filia firmy DiaMed Israel Ltd., która specjalizuje się w produkcji sprzętu medycznego dla potrzeb immunoterapii[14]. Zakład Galil Medical rozwija unikalne technologie krioterapii[15]. Syneron Dental Lasers jest wiodącym na świecie dostawcą urządzeń stomatologii laserowej[16]. MediVision Medical Imaging Ltd. jest liderem w produkcji innowacyjnych, zaawansowanych klinicznie urządzeń cyfrowego obrazowania dla potrzeb okulistów[17]. Given Imaging jest firmę technologii medycznych, która produkuje sprzęt diagnostyczny do wizualizacji i wykrywania zaburzeń przewodu pokarmowego. Swoje wyroby obecnie sprzedaje do 60 państw na całym świecie[18]. Z branży high-tech od 2008 roku działa tutaj firma HighSecLabs Ltd., która dostarcza zaawansowane technologie do izolacji i ochrony sieci informatycznych, wykorzystywanych przez komercyjne firmy, rządy i wojsko[19]. Zakład Arad Metering Technologies jest liderem w rozwoju i produkcji bezprzewodowych systemów automatycznego odczytu liczników na świecie[20]. Panasonic Avionics dostarcza systemy komunikacji i rozrywki dla pasażerów linii lotniczych[21]. Spółka CoreFlow opracowuje i produkuje zaawansowane rozwiązania dla płaskich wyświetlaczy wiodących marek na świecie (Sony, LG, Samsung, Panasonic, Philips i Sharp)[22]. Założona w 2000 roku spółka MicroAssembly Technologies Ltd. (MAT) specjalizuje się w dostarczaniu rozwiązań dla matryc wykorzystywanych w przemyśle[23]. SURF Communication Solutions tworzy zintegrowane technologie multimedialnych serwerów dla potrzeb operatorów internetowych na całym świecie[24].
- W części południowej mieszczą się głównie firmy high-tech. Firma Marvell specjalizuje się w rozwoju technologii sieci lokalnych LAN[25]. Firma Advanced Dicing Technologies (ADT) rozwija i produkuje urządzenia wykorzystywane przy produkcji krzemowych układów scalonych[26]. Naiot Venture Accelerator jest działającym od 1997 roku inkubatorem technologicznym, w którym działa 60 firm koncentrujących swoją działalność na technologiach medycznych, informacyjnych, oprogramowaniu i aplikacjach internetowych[27]. Mellanox Technologies powstała w 1999 roku i zajmuje się produkcją sieci ethernetu i host adapterów InfiniBand. Firma dostarcza swoje produkty do takich koncernów jak Hewlett-Packard, IBM, Oracle Corporation i Intel[28]. Zbliżoną w profilu działalność prowadzi spółka MRV Communications[29]. Założona w 1977 roku spółka Solcon Industries Ltd. produkuje i serwisuje pełne zespoły silnikowe[30]. Firma Keter Plastic Ltd. produkuje meble i sprzęty wyposażenia domowego. Zakład Mediline Ltd. produkuje leki (dla potrzeb onkologii, hematologii, psychiatrii, dermatologii i urologii) oraz kosmetyki. W 2010 roku firma przejęła produkty marki „Natural Sea Beauty” od koncernu L’Oréal[31]. Firma Biosense Webster jest częścią międzynarodowego koncernu Johnson & Johnson. Swoją siedzibę ma tutaj także jeden z największych izraelskich producentów żywności, koncern Osem. Zakład w Jokneam otworzono w 1974 roku, a i w kolejnych latach powiększano jego produkcję. Od 1997 roku posiada on trzy linie produkcyjne wypieków (krakersy, herbatniki, ciastka itp.)[32].

### Handel i usługi
W północnej części miasta znajduje się centrum handlowe Kanion ha-Derachim należące do sieci Gazit-Globe. Drugie duże nowe centrum handlowe otworzono w osiedlu Amidar. Przy nowo powstałym osiedlu mieszkaniowym Giwat ha-Kalanijot otworzono duże centrum handlowe BIG Jokneam.

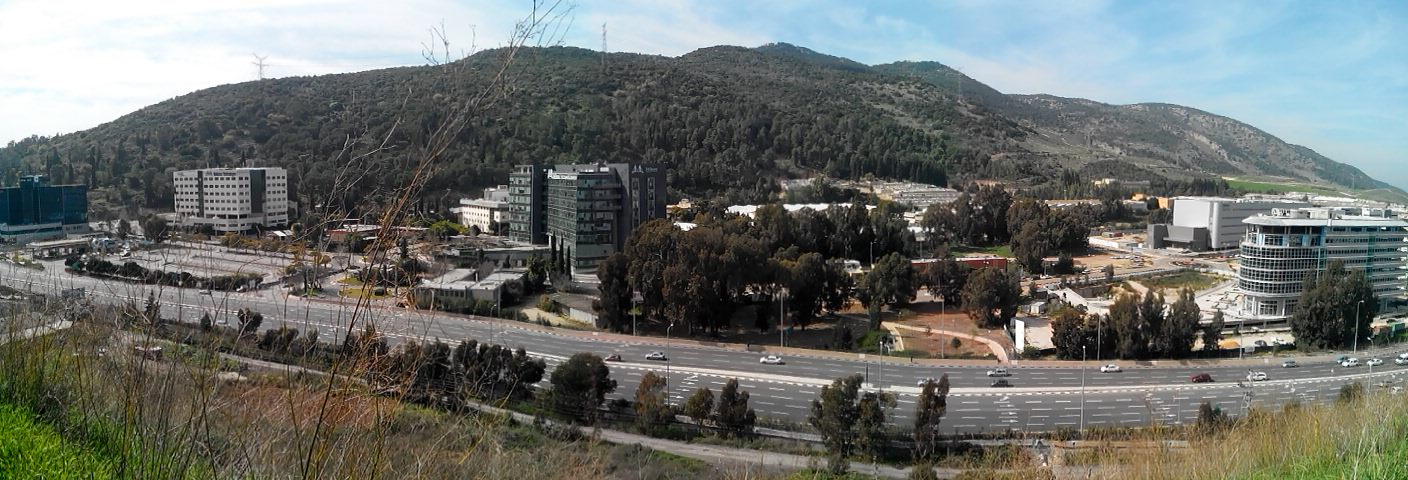
Strefa przemysłowa Jokne’am. W tle widoczna Góra Karmel

## Infrastruktura
Remiza straży pożarnej znajduje się w centralnej strefie przemysłowej przy ulicy ha-Kidma. W mieście nie ma szpitala. Najbliższymi są Centrum Medyczne Doliny w Afuli oraz szpitale w Hajfie i Nazarecie. Poza tym, międzynarodowy koncern medyczny Medtronic posiada w Jokne’am jeden ze swoich specjalistycznych ośrodków. Oferuje on pacjentom najnowocześniejsze technologie medyczne w leczeniu chorób przewlekłych. Ośrodek współpracuje z centrami medycznymi na całym świecie, umożliwiając chorym dostęp do leczenia w placówkach w innych państwach.

## Transport

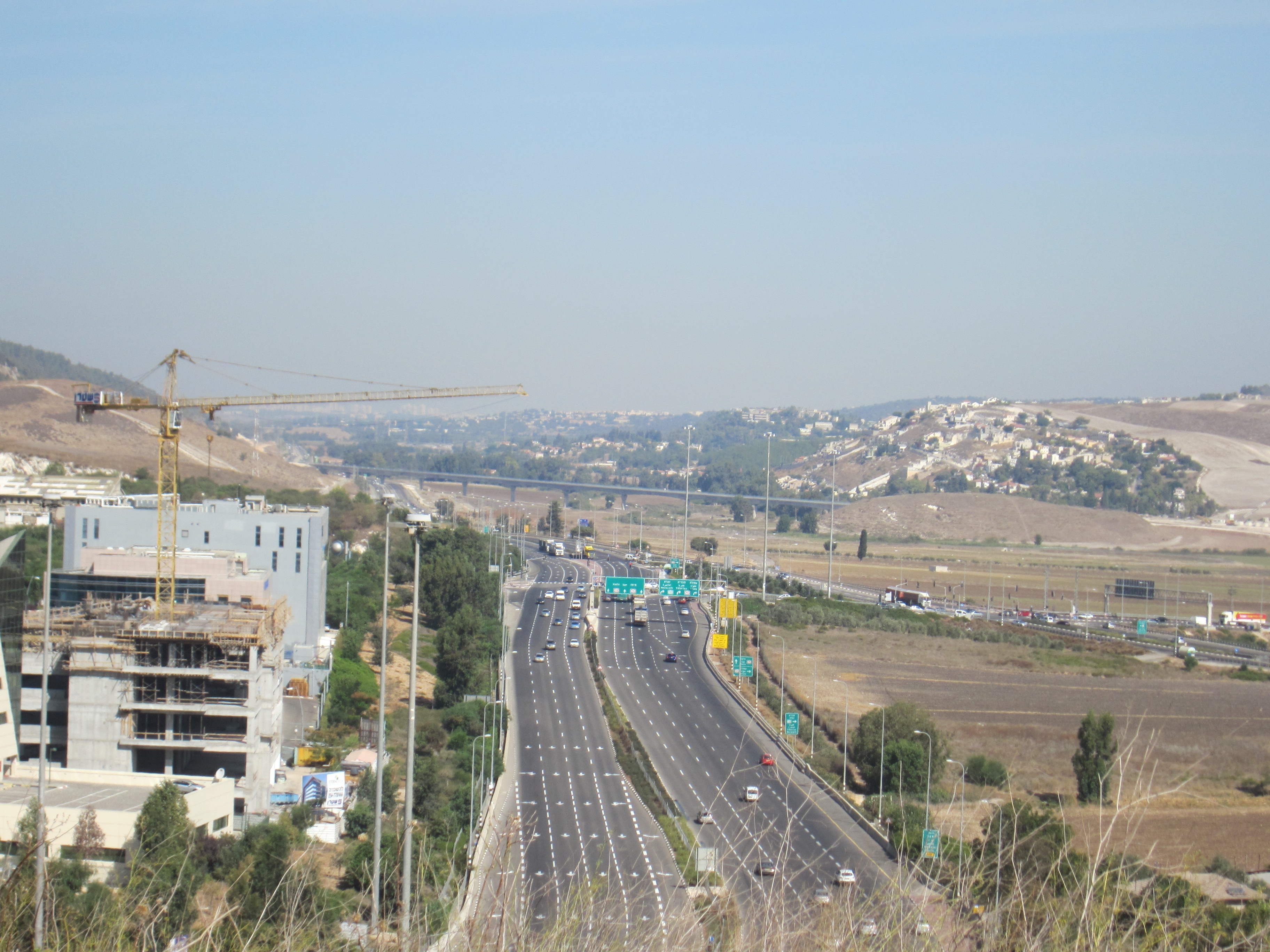
Widok na węzeł drogowy przy Jokne’am

Miasto jest położone przy ważnym regionalnym węźle komunikacji drogowej Izraela. Wzdłuż północno-zachodniej granicy miasta przebiega droga ekspresowa nr 70, która łączy przybrzeżną równinę z Doliną Jezreel i Galileą. Przy wlocie do Doliny Jezreel znajduje się ważne skrzyżowanie Tiszbi z prowadzącą na południowy wschód drogą nr 66. Jadąc drogą ekspresową nr 70 na południowy zachód przez Wyżynę Menassesa dojeżdża się do skrzyżowania z drogą nr 672 przy moszawie Eljakim i dalej do węzła drogowego z autostradą nr 6. Natomiast jadąc drogą nr 70 w kierunku północno-zachodnim dojeżdża się do skrzyżowania z drogą nr 75 przy miejscowości Kirjat Tiwon. Druga co do ważności droga w mieście jest oznaczona nr 66; można nią dojechać na południowy wschód do kibucu Ha-Zore’a i dalej do skrzyżowania z drogą nr 65 przy kibucu Megiddo. W kierunku północno-wschodnim z Jokne’am wychodzi jeszcze drogę nr 722, którą można dojechać do moszawu Sede Ja’akow w pobliżu skrzyżowania drogi nr 75 z drogą nr 77. Przez samo centrum miasta Jokne’am przebiega główna dwujezdniowa ulica Ichaka Rabina, która na północy wychodzi na drogę ekspresową nr 70 przy centrum handlowym Kanion ha-Derachim, a na południu wychodzi na drogę nr 672. Jadąc nią na zachód dojeżdża się do węzła drogowego z drogą ekspresową nr 70 przy moszawie Eljakim, lub jadąc na południowy wschód dojeżdża się do moszawu En ha-Emek. Lokalna droga łączy miasto z sąsiednią moszawą Jokne’am. Głównym środkiem transportu publicznego są dalekobieżne autobusy linii Egged i lokalne autobusy linii Kavim. Przez cały dzień autobusy regularnie odjeżdżają do Hajfy, Afuli, Jerozolimy i Tel Awiwu. W samym śródmieściu Jokne’am znajduje się dworzec autobusowy.
W 2011 roku w mieście było zarejestrowanych 5931 pojazdów silnikowych, w tym 5250 samochodów osobowych (średnia wieku samochodów prywatnych wynosiła 7 lat). W roku tym w mieście doszło do 13 wypadków.
W odległości 12 km na południowy wschód od miasta znajduje się port lotniczy Megiddo. Mogą na nim lądować niewielkie prywatne samoloty. Natomiast 14 km na północ znajduje się duży port lotniczy Hajfa obsługujący połączenia międzynarodowe.

## Architektura

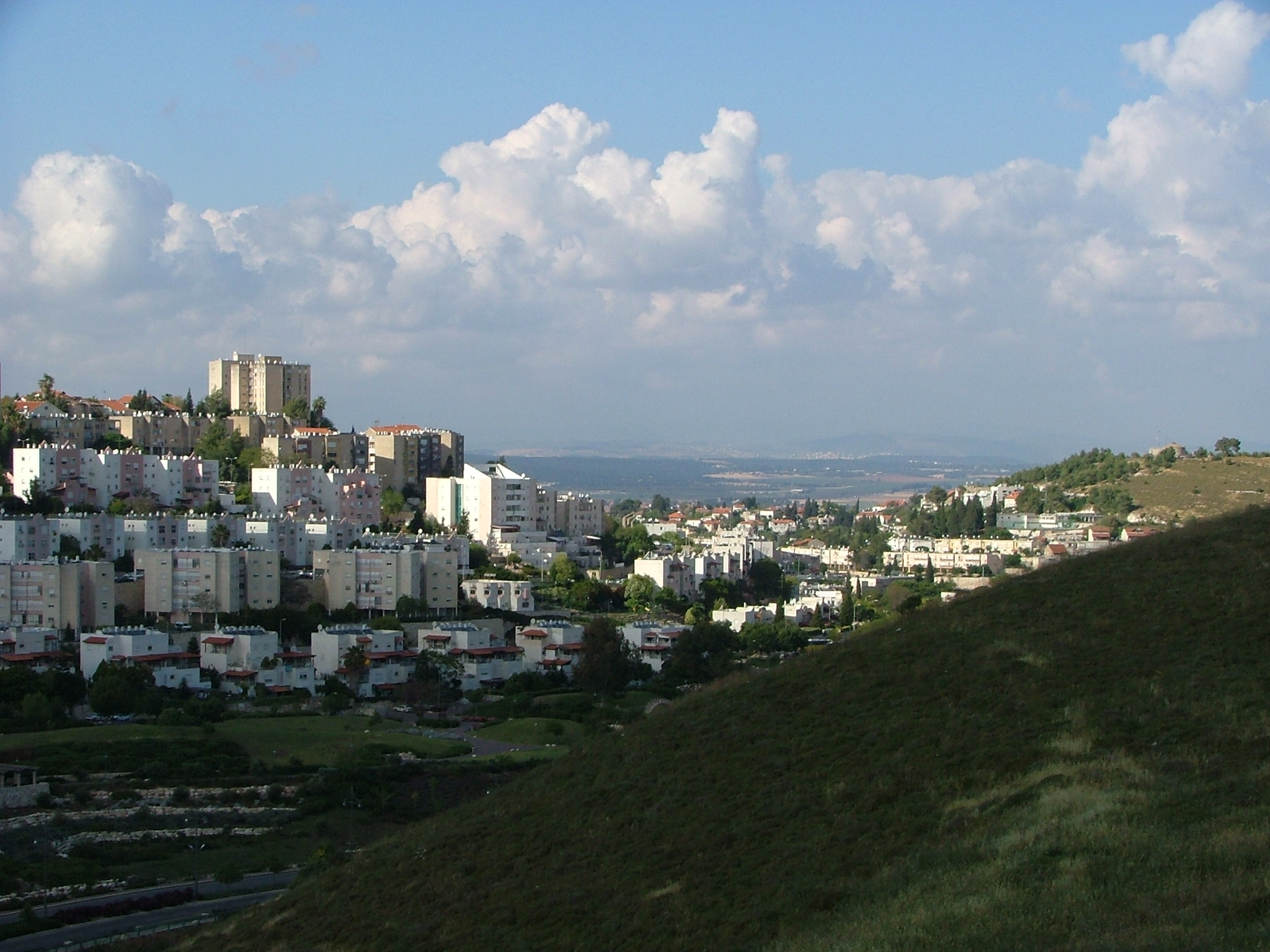
Widok na Jokne’am położone wśród wzgórz

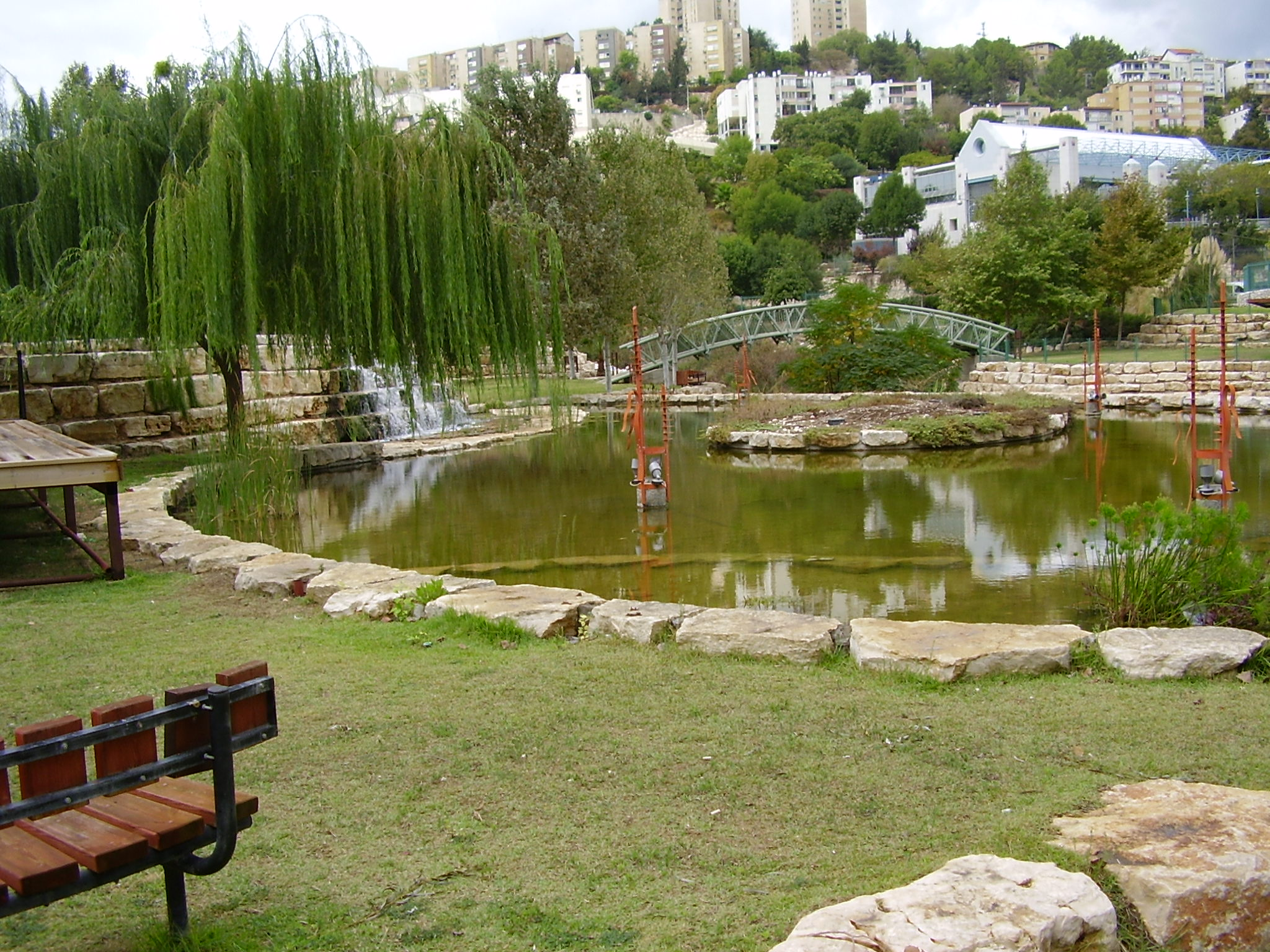
Jeden z parków w Jokne’am

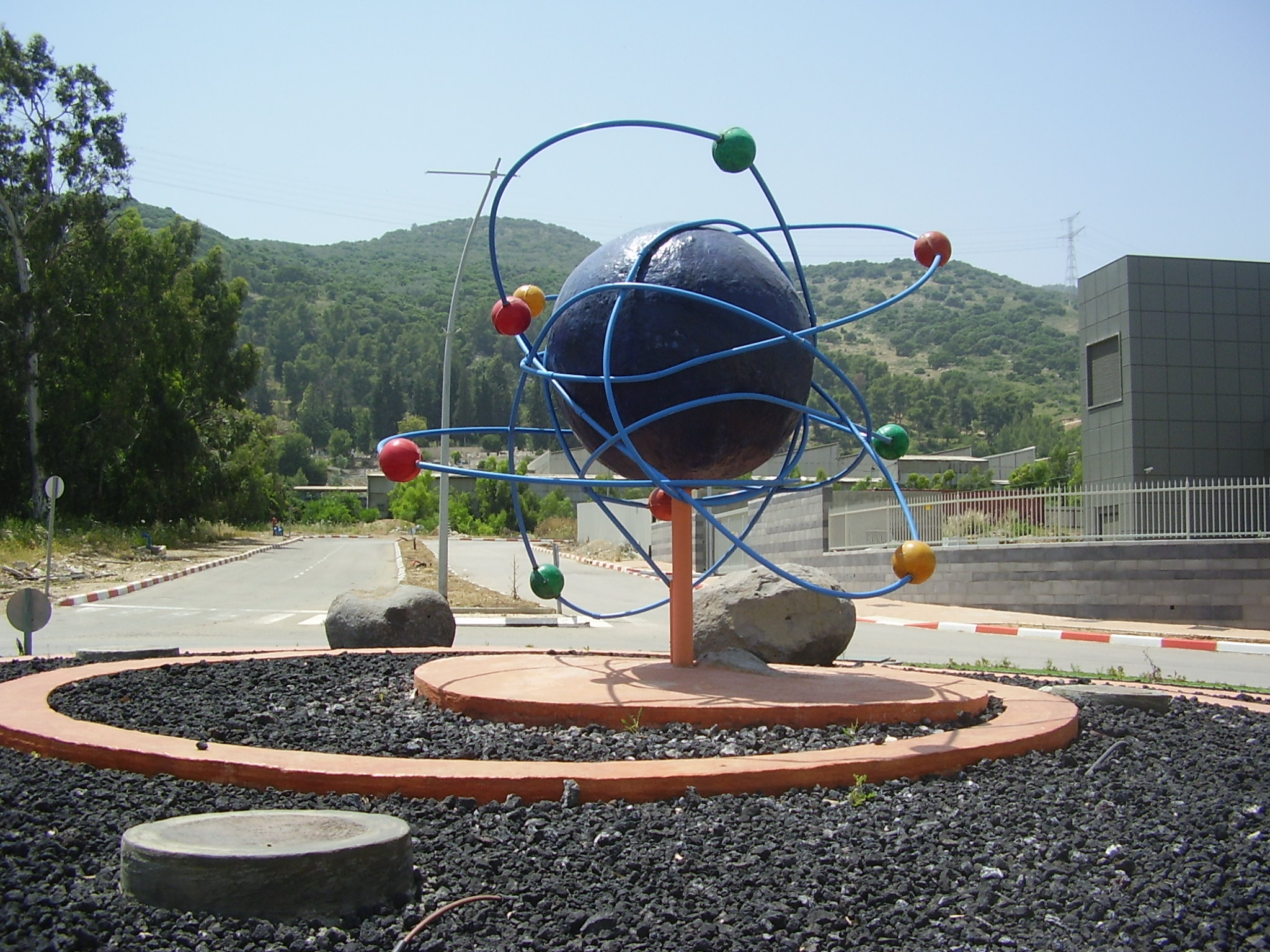
Współczesna rzeźba przy parku przemysłowym

Miasto zajmuje obszar o powierzchni ponad 7 km², z czego 65% stanowią tereny zielone, a reszta jest niską zabudową miejską. Przez całą swoją krótką współczesną historię, miasto znajduje się w ciągłym stanie rozwoju. Z tego powodu, na początku lat 90. XX wieku wzmocniono tutejszą infrastrukturę, co umożliwiło dalszą rozbudowę osiedli mieszkaniowych. Władze miejskie przyjęły jednak założenie planistyczne, że 65% obszaru miasta zostanie zachowane jako otwarte tereny zielone. Obecnie w mieście znajdują się liczne parki i ogrody – Gandhi Park, Jaldei Jakneam Park, Keret Stream-Pool Park, Icchak Rabin Park, Ogród ha-Banim i planowany Ja’aranei Plaland Park. Dodatkowo miasto jest otoczone dużymi kompleksami leśnymi, a obszar Wyżyny Menassesa stanowi od 2011 roku rezerwat biosfery UNESCO. Wpływa to na kształtowanie koncepcji urbanistycznych Jokne’am, które systematycznie rozbudowuje się w kierunku zachodnim. W kolejnych latach planuje się budowę 1500 nowych domów oraz modernizację parków przemysłowych, aby stanowiły one mniejsze obciążenie ekologiczne dla środowiska. Szereg projektów ekologicznych dotyczy także otoczenia miasta. Stoki wzgórz pokrywają systemy drenażowe, dzięki czemu zatrzymywane są duże ilości wody do ponownego wykorzystania. Ścieki miejskie odprowadzane są do oczyszczalni ścieków. Woda stanowi także ważny element architektury zieleni w parkach miejskich i tutejszych osiedlach mieszkaniowych – Nof ha-Emek, Amidar, Ramat Jokne’am, Vered ha-Amakim, Giwat Ja’ara, Giwat Alonim i najmłodsze Giwat ha-Kalanijot.

## Kultura
Miasto posiada duże zaplecze kulturalne, z biblioteką miejską, osiedlowymi domami kultury i obiektami sportowo rekreacyjnymi. W 1982 roku rozpoczęło swoją działalność Miejskie Centrum Kultury, które systematycznie rozwija sieć domów kultury. Jednak najważniejszym ośrodkiem kultury i najaktywniejszym w całym regionie jest Teatr Jokne’am. Budynek teatru posiada salę mogącą pomieścić 500 widzów. Poza zajęciami kółek teatralnych zapraszane są tutaj profesjonalne teatry oraz zespoły muzyczne. Biblioteka Miejska mieści się w wybudowanym w 2008 roku budynku i jest jedną z najnowocześniejszych i najpiękniejszych książnic w kraju. Umożliwia ona dostęp do księgozbiorów w różnych językach – hebrajskim, angielskim, rosyjskim, francuskim i hiszpańskim. Zintegrowane stanowiska komputerowe ułatwiają wyszukiwanie książek oraz przeglądanie archiwalnych materiałów zgromadzonych w bazach danych Internetu. W centralnej strefie przemysłowej znajduje się centrum kultury Tarbuta. Oferuje ono bogatą działalność kulturalną dla wszystkich grup wiekowych. Są tu organizowane spektakle, koncerty, wykłady, warsztaty, konferencje, wystawy i inne.

## Edukacja i nauka
Zgodnie z danymi Izraelskiego Centrum Danych Statystycznych w mieście jest 6 szkół, w tym 5 podstawowych. W 2011 roku w 135 klasach szkolnych uczyło się ponad 3,4 tys. uczniów, w tym prawie 2,2 tys. w szkołach podstawowych. Średnia uczniów w klasie wynosiła 25. W mieście jest także konserwatorium muzyczne oraz Edukacyjne Centrum Nauki (ang. Educational Science Center), które promuje naukę i edukację technologiczną. Jest ono rozwijane dzięki pomocy finansowej żydowskich fundacji z Saint Louis i Atlanty.

## Turystyka
W północnej części miasta wznosi się wzgórze Tel Jokne’am. Miejsce to stanowi dużą atrakcję archeologiczną. W obrębie wzgórza wytyczono szlak turystyczny, którego przejście zajmuje około 2 godz. Ze wzgórza rozciąga się widok na okolicę i położoną na wschód od niego Dolinę Jezreel. Jednak największą atrakcję turystyczną stanowi obszar sąsiedniego płaskowyżu Wyżyny Menassesa, który jest chroniony ze względu na unikatowy krajobraz. W 2011 roku obszar ten został uznany przez UNESCO za rezerwat biosfery. Według UNESCO, Wzgórza Menassesa stanowią mozaikę systemów ekologicznych roślinności basenu Morza Śródziemnego. Dzięki ustanowieniu tutaj rezerwatu biosfery, wszelkie działania człowieka muszą uwzględniać ochronę przyrody. Rozbudowa ludzkich osiedli i dróg jest dozwolona, podlega jednak ścisłym ograniczeniom. Wszystkie tutejsze osiedla posiadają oczyszczalnie ścieków i systemy recyklingu ścieków oczyszczonych. Żydowski Fundusz Narodowy wpisuje się w tę działalność, rozwijając kompleksy leśne. Rezerwat biosfery obejmuje obszary zalesione, źródła strumieni, wzgórza wulkaniczne i stanowiska archeologiczne.

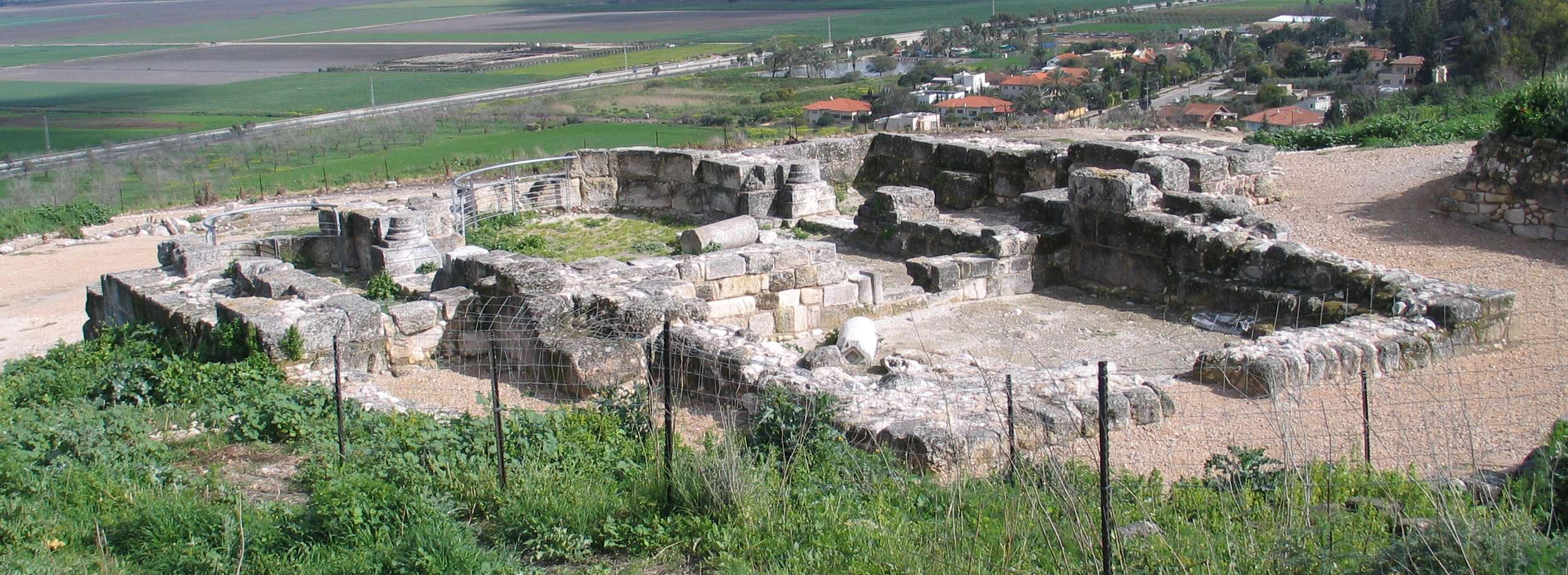
Ruiny krzyżowców na Tel Jokne’am

## Sport i rekreacja

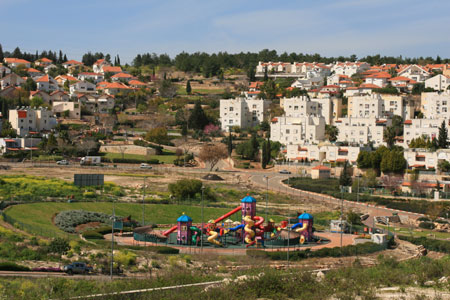
Tereny rekreacyjne

Miasto posiada własny kryty basen pływacki oraz kilka sal sportowych z boiskami. W 2001 roku w mieście otworzony Centrum Tenisa Jokne’am, które stara się umożliwić każdemu chętnemu w mieście naukę gry w tenisa. Centrum prowadzi także profesjonalną sekcję sportową tenisistów. W mieście działa klub sportowy Hapoel Jokne’am, prowadzący sekcje sportowe koszykówki, piłki nożnej i szachową.

## Wojsko
W położonym na północny zachód od miasta wadi strumienia Rakefet znajduje się niewielka baza wojskowa Sił Obronnych Izraela. Natomiast na południowym zachodzie znajduje się szkoleniowa baza wojskowa Eljakim.